# Rick Carlisle
Pour les articles homonymes, voir Carlisle (homonymie).
Rick Carlisle, né le 27 octobre 1959, est un joueur puis entraîneur américain de basket-ball. Après cinq saisons disputées en NBA où il joue au poste d'arrière, il devient entraîneur en 1989. De 2008 à 2021, il entraîne les Mavericks de Dallas, avec lesquels il remporte un titre de champion en 2011. À partir de 2021, il entraîne les Pacers de l'Indiana. Il fait partie des onze personnes à avoir remporté un titre NBA en tant que joueur, avec les Celtics de Boston en 1986, puis entraîneur.

## Biographie

### Carrière de joueur
Après avoir obtenu son diplôme en 1984, Carlisle est sélectionné en 70e choix par les Celtics de Boston à la draft 1984 de la NBA, où il joue aux côtés de Larry Bird. Sous l’entraîneur des Celtics, K. C. Jones, il remporte un titre NBA en 1986 et perd à deux reprises en 1985 et 1987.
Dans un rôle de remplaçant de 1984 à 1987, Carlisle obtient des moyennes de 2,2 points, 1,0 passe décisive et 0,8 rebond par match. Il joue ensuite pour les Patroons d'Albany de la Continental Basketball Association (CBA) sous la direction de Bill Musselman. Puis il signe comme agent libre aux Knicks de New York, où il joue sous la direction de l’entraîneur Rick Pitino aux côtés de la star émergente Patrick Ewing. En 1989, Carlisle joue cinq matchs avec les Nets du New Jersey sous la direction de Bill Fitch.

### Carrière d'entraîneur

#### Entraîneur adjoint
Sa carrière d'entraîneur adjoint débute en 1989 aux Nets du New Jersey. Il travaille pendant cinq saisons sous la houlette de deux grands entraîneurs, Bill Fitch et Chuck Daly. Ensuite, de 1994 à 1997, il est l'adjoint de P. J. Carlesimo aux Trail Blazers de Portland.
En 1997, Carlisle rejoint l’organisation des Pacers de l'Indiana en tant qu’entraîneur adjoint sous la direction de son ancien coéquipier, Larry Bird. Tout d’abord, en 1997-1998, les Pacers poussent les Bulls de Chicago à un septième match décisif lors de la finale de conférence Est. Puis, en 1999-2000, les Pacers participent aux Finales NBA pour la première fois, perdant contre les Lakers de Los Angeles. Bird démissionne de son poste d’entraîneur principal et fait pression pour que Carlisle soit choisi comme remplaçant, mais le président de la franchise, Donnie Walsh, donne le poste à Isiah Thomas.

#### Pistons de Détroit
C'est en 2001 qu'il obtient son premier poste d'entraîneur principal aux Pistons de Détroit. En deux saisons comme entraîneur des Pistons, Carlisle mène l’équipe à des bilans consécutifs de 50-32 avec des titres de division centrale et des apparitions en playoffs. Il est nommé entraîneur de l’année en 2002. La saison suivante, Détroit atteint la finale de conférence, battu par les Nets du New Jersey en quatre manches. Malgré ce résultat, en 2003, il est remplacé par Larry Brown aux commandes de Detroit. Les tensions entre Carlisle et les propriétaires de l’équipe sont citées comme l’une des principales raisons du licenciement.

#### Pacers de l'Indiana
Pour la saison 2003-2004, Carlisle est réembauché par les Pacers de l'Indiana, cette fois comme entraîneur principal. Au cours de sa première saison, Carlisle mène les Pacers au titre de division centrale et au meilleur bilan de la NBA en saison régulière avec 61-21, établissant un record de victoires pour la franchise. En playoffs, l’équipe élimine les Celtics de Boston et le Heat de Miami, avant de perdre contre les Pistons de Détroit en finale de conférence Est. Cette année-là, il est élu entraîneur pour la conférence Est au NBA All-Star Game 2004. En 2005, l'effectif des Pacers est décimé par des blessures (notamment celles de Jermaine O'Neal, Stephen Jackson et Jamaal Tinsley) et des suspensions qui sont imposées après la bagarre entre Pacers et Pistons au Palace of Auburn Hills, où Ron Artest est suspendu pour le reste de la saison, Jackson pour 30 matchs et O’Neal pour 15 matchs. Cependant, les Pacers se qualifient quand même pour les playoffs cette saison. En tant que 6e de conférence, ils battent de nouveau les Celtics de Boston au premier tour, avant d’être vaincus une fois de plus par le champion, les Pistons de Détroit.
Après que les Pacers terminent la saison 2006-2007 avec un bilan de 35-47, manquant les playoffs pour la première fois depuis 1997, le contrat de Carlisle comme entraîneur principal prend fin.
Après avoir quitté l’Indiana, Carlisle travaille comme analyste pour ESPN.

#### Mavericks de Dallas
Le 9 mai 2008, il est nommé entraîneur des Mavericks de Dallas en remplacement d'Avery Johnson qui paye ainsi des éliminations au premier tour des play-offs lors des deux dernières saisons, en 2007 en étant numéro 1 de la conférence Ouest face aux Warriors de Golden State puis en 2008 face aux Hornets de La Nouvelle-Orléans.
En 2011, il devient champion NBA à la tête des Mavericks de Dallas. Lors de sa première saison, il les mène à un bilan de 50-32 incluant une victoire au premier tour contre les Spurs de San Antonio. Ils perdent contre les Nuggets de Denver, 4-1 en demi-finale de conférence. L’année suivante, les Mavs obtiennent un bilan de 55-27, et une deuxième place dans la conférence Ouest, mais perdent au premier tour contre les Spurs.
La saison 2010-2011 est la plus fructueuse pour Carlisle en tant qu’entraîneur principal. Les Mavericks terminent la saison régulière avec un bilan de 57-25. Le 8 mai 2011, ils éliminent le double champion en titre, les Lakers de Los Angeles, en demi-finale de conférence. Le 25 mai 2011, les Mavericks remportent la finale de conférence contre le Thunder d'Oklahoma City. Lors des Finales NBA 2011, il remporte le titre NBA en battant en finale le Heat de Miami, 4-2, et devient une des onze personnes à avoir remporté un titre comme joueur et comme entraîneur.
Dans les playoffs 2012, les Mavericks perdent 0-4 contre le Thunder au premier tour. Le 15 mai 2012, Carlisle accepte un nouveau contrat de quatre ans avec les Mavericks. En 2013, les Mavericks terminent avec un bilan de 41-41 et ratent les playoffs pour la première fois depuis 2000. En 2014, Carlisle mène les Mavericks de nouveau aux playoffs à la 8e place avec un bilan de 49-33 où ils rencontrent leurs rivaux, les Spurs de San Antonio, au premier tour. Les Mavericks perdent la série en sept matchs.
Le 30 janvier 2015, il enregistre sa 600e victoire en carrière d'entraîneur dans un match contre le Heat de Miami. Il signe un nouveau contrat de cinq ans le 5 novembre 2015. Le 2 décembre 2017, Carlisle enregistre sa 700e victoire en carrière contre les Clippers de Los Angeles.
À la fin de la saison 2018-2019, son contrat est renouvelé, le liant aux Mavericks jusqu'en 2023. Cependant, il annonce le 18 juin 2021 qu'il quitte le club. Son bilan avec les Mavericks est de 555 victoires pour 478 défaites.

### Pacers de l'Indiana
Peu après, Carlisle retourne aux Pacers de l'Indiana avec lesquels il signe un contrat de 4 ans et 29 millions de dollars. Au terme de ses deux premières saisons, sans participation en playoffs, il signe une extension de son contrat avec les Pacers. Le 6 novembre 2023, il enregistre sa 900e victoire en carrière.
En 2024, après l'acquisition d'une nouvelle star, Pascal Siakam, les Pacers finissent à la 6e place de la conférence Est et se qualifient pour les playoffs 2024. L'équipe parvient à atteindre la finale de conférence mais se fait éliminer par le futur champion NBA, les Celtics de Boston.
L’année suivante, les Pacers se qualifient pour les playoffs avec une bilan de 50 victoires pour 32 défaites et une 4ème place à l’Est.
En playoffs ils éliminent Milwaukee au premier tour avant de battre successivement Cleveland et New York.
Les Pacers s’inclinent ensuite en Finale face au Oklahoma Thunder.

## Clubs successifs

### Joueur
- 1984-1987 : Celtics de Boston.
- 1987-1988 : Knicks de New York.
- 1988-1989 : Nets du New Jersey.

### Entraineur
- 1989-1994 : Nets du New Jersey, adjoint de Bill Fitch puis de Chuck Daly.
- 1994-1997 : Trail Blazers de Portland, adjoint de P. J. Carlesimo.
- 1997-2001 : Pacers de l'Indiana, adjoint de Larry Bird.
- 2001-2003 : Pistons de Détroit.
- 2003-2007 : Pacers de l'Indiana.
- 2008-2021 : Mavericks de Dallas.
- depuis 2021 : Pacers de l'Indiana.

## Palmarès

### Joueur
- Champion NBA avec les Celtics de Boston en 1986.

### Entraîneur
- Champion NBA avec les Mavericks de Dallas en 2011.
- NBA Coach of the Year en 2002.
- Coach du mois de janvier 2025 dans la conférence Est.
- Best Coach/Manager ESPY Award en 2011.
- Entraîneur du NBA All-Star Game en 2004.
- Champion de la conférence EST en 2025 avec les Indiana Pacers.

## Statistiques en tant qu'entraîneur
| Entraîneur de l'année | Champion NBA | Participation en playoffs |

| Équipe  | Année     | Saison régulière | Saison régulière | Saison régulière | Saison régulière | Saison régulière          | Playoffs | Playoffs  | Playoffs | Playoffs | Playoffs                                                           |
| Équipe  | Année     | Matchs           | Victoires        | Défaites         | %                | Classement                | Matchs   | Victoires | Défaites | %        | Résultat                                                           |
| ------- | --------- | ---------------- | ---------------- | ---------------- | ---------------- | ------------------------- | -------- | --------- | -------- | -------- | ------------------------------------------------------------------ |
| Détroit | 2001-2002 | 82               | 50               | 32               | 61,0             | 1er en division Centrale  | 10       | 4         | 6        | 40,0     | Défaite contre les Celtics de Boston en demi-finales de conférence |
| Détroit | 2002-2003 | 82               | 50               | 32               | 61,0             | 1er en division Centrale  | 17       | 8         | 9        | 47,1     | Défaite contre les Nets du New Jersey en finale de conférence      |
| Indiana | 2003-2004 | 82               | 61               | 21               | 74,4             | 1er en division Centrale  | 16       | 10        | 6        | 62,5     | Défaite contre les Pistons de Détroit en finale de conférence      |
| Indiana | 2004-2005 | 82               | 44               | 38               | 53,7             | 3e en division Centrale   | 13       | 6         | 7        | 58,5     | Défaite contre les Pistons de Détroit en demi-finale de conférence |
| Indiana | 2005-2006 | 82               | 41               | 41               | 50,0             | 3e en division Centrale   | 6        | 2         | 4        | 33,3     | Défaite contre les Nets du New Jersey au premier tour              |
| Indiana | 2006-2007 | 82               | 35               | 47               | 42,7             | 4e en division Centrale   | -        | -         | -        | -        | Pas de playoffs                                                    |
| Dallas  | 2008-2009 | 82               | 50               | 32               | 61,0             | 3e en division Sud-Ouest  | 10       | 5         | 5        | 50,0     | Défaite contre les Nuggets de Denver en demi-finale de conférence  |
| Dallas  | 2009-2010 | 82               | 55               | 27               | 67,1             | 1er en division Sud-Ouest | 6        | 2         | 4        | 33,3     | Défaite contre les Spurs de San Antonio au premier tour            |
| Dallas  | 2010-2011 | 82               | 57               | 25               | 69,5             | 2e en division Sud-Ouest  | 21       | 16        | 5        | 76,2     | Champion NBA                                                       |
| Dallas  | 2011-2012 | 66               | 36               | 30               | 54,5             | 3e en division Sud-Ouest  | 4        | 0         | 4        | 0        | Défaite contre le Thunder d'Oklahoma City au premier tour          |
| Dallas  | 2012-2013 | 82               | 41               | 41               | 50,0             | 4e en division Sud-Ouest  | -        | -         | -        | -        | Pas de playoffs                                                    |
| Dallas  | 2013-2014 | 82               | 49               | 33               | 59,8             | 4e en division Sud-Ouest  | 7        | 3         | 4        | 42,9     | Défaite contre les Spurs de San Antonio au premier tour            |
| Dallas  | 2014-2015 | 82               | 50               | 32               | 61,0             | 3e en division Nord-Ouest | 5        | 1         | 4        | 20,0     | Défaite contre les Rockets de Houston au premier tour              |
| Dallas  | 2015-2016 | 82               | 42               | 40               | 51,2             | 2e en division Sud-Ouest  | 5        | 1         | 4        | 20,0     | Défaite contre le Thunder d'Oklahoma City au premier tour          |
| Dallas  | 2016-2017 | 82               | 33               | 49               | 40,2             | 4e en division Sud-Ouest  | -        | -         | -        | -        | Pas de playoffs                                                    |
| Dallas  | 2017-2018 | 82               | 24               | 58               | 29,3             | 4e en division Sud-Ouest  | -        | -         | -        | -        | Pas de playoffs                                                    |
| Dallas  | 2018-2019 | 82               | 33               | 49               | 40,2             | 5e en division Sud-Ouest  | -        | -         | -        | -        | Pas de playoffs                                                    |
| Dallas  | 2019-2020 | 75               | 43               | 32               | 57,3             | 2e en division Sud-Ouest  | 6        | 2         | 4        | 33,3     | Défaite contre les Clippers de Los Angeles au premier tour         |
| Dallas  | 2020-2021 | 72               | 42               | 30               | 58,3             | 1er en division Sud-Ouest | 7        | 3         | 4        | 42,9     | Défaite contre les Clippers de Los Angeles au premier tour         |
| Indiana | 2021-2022 | 82               | 25               | 57               | 30,5             | 4e en division Centrale   | -        | -         | -        | -        | Pas de playoffs                                                    |
| Indiana | 2022-2023 | 82               | 35               | 47               | 42,7             | 4e en division Centrale   | -        | -         | -        | -        | Pas de playoffs                                                    |
| Indiana | 2023-2024 | 82               | 47               | 35               | 57,3             | 3e en division centrale   | 17       | 8         | 9        | 47,1     | Défaite contre les Celtics de Boston en finale de conférence       |
| Indiana | 2024-2025 | -                | -                | -                | -                | -                         | -        | -         | -        | -        | -                                                                  |
| Total   | Total     | 1 771            | 943              | 828              | 53,2             |                           | 150      | 71        | 79       | 47,3     | 1 titre NBA                                                        |